# Universiteit van Sousse
De Universiteit van Sousse (Frans: université de Sousse; Arabisch: جامعة سوسة) is een universiteit in de Tunesische stad Sousse.
De Universiteit van Sousse is in 2004 ontstaan als een afsplitsing van de Université du Centre, die op haar beurt in 1991 voortgekomen is uit de in 1986 begonnen Universiteit van Monastir. 

## Faculteiten en instituten
De universiteit bestaat uit de volgende vier faculteiten, vier hogescholen en negen instituten:
- Faculteit Rechtsgeleerdheid en Politicologie
- Faculteit Geneeskunde
- Faculteit Letteren en Menswetenschappen
- Faculteit Economie en Bedrijfskunde
- Hogeschool voor Tuinbouw en Veeteelt
- Hogere Ingenieursschool
- Hogeschool voor Wetenschap en Technologie
- Hogeschool voor Gezondheidswetenschappen
- Hoger Instituut voor Bedrijfswetenschappen
- Hoger Instituut voor Financiën en Belastingen
- Hoger Instituut voor Bedrijfskunde
- Hoger Instituut voor Computer- en Communicatietechnologie
- Hoger Instituut voor Muziek
- Hoger Instituut voor Schone Kunsten
- Hoger Instituut voor Toegepaste Wetenschappen en Technologie
- Hoger Instituut voor Verpleegkunde
- Hoger Instituut voor Transport en Logistiek.